# Pedicularis griniformis
Pedicularis griniformis är en snyltrotsväxtart som beskrevs av Takasi Takashi Yamazaki. Pedicularis griniformis ingår i släktet spiror, och familjen snyltrotsväxter. Inga underarter finns listade i Catalogue of Life.